# مدل ۲۰۴
مدل ۲۰۴ (M204) یک سیستم مدیریت پایگاه داده برای رایانه‌های بزرگ آی‌بی‌ام و سازگار است که توسط شرکت رایانه‌ای آمریکا توسعه و تجاری‌سازی شده است. این سیستم در سال ۱۹۶۵ اعلام شد،: 66  و اولین بار در سال ۱۹۷۲ به کار گرفته شد. این سیستم شامل یک زبان برنامه‌نویسی و یک محیط برای توسعه برنامه‌ها است. مدل ۲۰۴ با استفاده از زبان اسمبلی برای سیستم/۳۶۰ آی‌بی‌ام و جانشینان آن پیاده‌سازی شده است و می‌تواند با پایگاه داده بسیار بزرگ و بارهای تراکنشی ۱۰۰۰ TPS برخورد کند.: 4 

## شرح محصول
مدل ۲۰۴ از نوع خاصی از نمایه بیتی که توسط بیل مان ابداع شده است، استفاده می‌کند و ترکیبی از استفاده از جدول درهم‌سازی، درخت بی و فن‌آوری‌های لیست رکورد پارتیشن‌بندی شده را برای بهینه‌سازی سرعت و کارایی دسترسی به پایگاه داده به کار می‌برد.
این سیستم به عنوان "یکی از سه سیستم مدیریت پایگاه داده فهرست معکوس اصلی ... که دو سیستم دیگر" اداباس و Datacom/DB ADR هستند، توصیف شده است.
با اینکه مدل ۲۰۴ یک محصول پایگاه داده پیش از SQL (و پیش از پایگاه داده رابطه‌ای) است، امکان نقشه‌برداری دستی فایل‌های پایگاه داده مدل ۲۰۴ به معادل‌های تقریبی SQL و ارائه برخی قابلیت‌های محدود SQL با استفاده از سرور SQL مدل ۲۰۴ وجود دارد.

## کاربران
مدل ۲۰۴ به طور معمول در کاربردهای دولتی و نظامی استفاده می‌شود.
این سیستم به صورت تجاری در انگلستان توسط مارکس اند اسپنسر استفاده شده است. همچنین در سیستم مالیات املاک شهرستان ونتورا در کالیفرنیا، سیستم مدیریت اطلاعات عدالت شهرستان هریس، تگزاس، و سیستم مدارس نیویورک به نام خودکارسازی مدارس استفاده شده است. لیستی غیررسمی از کاربران گذشته و حال مدل ۲۰۴ که در سال ۲۰۱۰ جمع‌آوری شده است، بیش از ۱۴۰ سازمان را در سراسر جهان شناسایی کرد. از سال ۱۹۸۶، این سیستم توسط مرکز اطلاعات ناوگان دریایی اروپا و اقیانوس اطلس (FICEURLANT) استفاده شده است.
مدل ۲۰۴ برای دهه‌ها بخش مرکزی امنیت اجتماعی استرالیا بوده است. خدمات استرالیا از این سیستم برای سیستم ISIS خود استفاده کرده‌اند که بیش از ۱۱۰ میلیارد دلار در پرداخت‌های رفاهی به حدود ۶ میلیون استرالیایی پرداخت می‌کند. پروژه‌ای به ارزش ۱.۵ میلیارد دلار
استرالیا برای جایگزینی ISIS قرار بود در سال ۲۰۲۲ تکمیل شود اما به تعویق افتاد. این پروژه در ژوئیه ۲۰۲۳ متوقف شد پس از اینکه ۱۹۱ میلیون دلار استرالیا خرج شد، زیرا سیستم جایگزین (مبتنی بر نرم‌افزار اتوماسیون فرآیند کسب‌وکار Pegasystems) چند دقیقه طول می‌کشید تا وظایفی را انجام دهد که مدل ۲۰۴ می‌توانست در چند ثانیه انجام دهد.
در یک مصاحبه رسانه‌ای در سال ۲۰۱۴، خزانه‌دار وقت استرالیا جو هاکی اظهار داشت که سیستم امنیت اجتماعی استرالیا و پنتاگون تنها مشتریان فعال باقی‌مانده مدل ۲۰۴ در جهان هستند.

### اطلاعات شرکتی
محصولات افزودنی برای پایگاه داده مدل ۲۰۴ قبلاً توسط شرکت Sirius Software, Inc. موجود بود.

Sirius، واقع در کمبریج، ماساچوست، ایالات متحده، در سال ۲۰۱۲ توسط Rocket Software خریداری شد.